# منطقة غير مترجمة 5' لفيروس كورونا

البنية الثانوية لمغم 5' الخاص بفيروسات كورونا بيتا السارسية (Sarbecovirus) مأخوذة من قاعدة بيانات Rfam. العائلة RF03119.

المنطقة غير المترجمة 5' الخاصة بفيروس كورونا (بالإنجليزية: Coronavirus 5′ UTR)‏ هي منطقة غير مترجمة في النهاية 5' من جينوم فيروس كورونا تسمى المنطقة غير المترجمة 5' واختصارا مغم 5'  (5′ UTR). المنطقة غير المترجمة 5' مسؤولة على وظائف بيولوجية مهمة مثل تضاعف الفيروس، النسخ والتعبئة والتجميع. تملك المنطقة غير المترجمة 5' بنية رنا ثانوية محفوظة، لكن يملك مختلف أجناس كورونا (ألفا، بيتا، جاما، دلتا) ميزات بنيوية مختلفة لها، وهي موصوفة بالأسفل.

## مغم 5' الخاصة بفيروس كورونا ألفا

بنية الرنا الثانوية المجمع عليها والمحفوظ تسلسلها لمغم 5' الخاصة بفيروسات كورونا ألفا (Rfam RF03116).

النوكليوتيدات 150 إلى 200 الأولى داخل المغم 5' الخاصة بفيروسات كورونا ألفا لها بنية منتظمة للغاية ويبدو أنها محفوظة على المستوى البنيوي. يُتنبؤ بأن المغم 5' تحتوي ثلاث حلقات جذعية (SL):
- الحلقة الجذعية 1 (SL1) وهي مهمة لتضاعف الفيروس، وتلعب على الأرجح دورا في تبديل القالب أثناء نسخ الرنا الجينومي الفرعي الفيروسي. يبدو أن الطفرات التي تحدث في الجزء العلوي من هذه الحلقة الأولى لها تأثير أكبر على مستوى تضاعف الفيروس.
- الحلقة الجذعية 2 (SL2) هي حاسمة لبقاء الفيروس وعمله. النوكليوتيدات قابلة للتبدُّل طالما بقيت البنية مستقرة. يسبب الإخلال بأي ترابطات G-C تأثيرات كبيرة على تضاعف الفيروس.
- الحلقة الجذعية 4 (SL4) افتُرض انها تلعب دورا في توجيه تخليق الرنا الجينومي الفرعي أثناء التضاعف الفيروسي.

مع الاتجاه بالنسبة للحلقة الرابعة توجد الحلقة الجذعية 5 (SL5) والتي تتداخل مع إطار القراءة الأول من الجينوم الفيروسي. تحتوي الحلقات الطرفية الثلاث لـSL5 على تسلسل محفوظ 5′-UUCCGU-3′ ويُعتقد أنه يعمل كإشارة تعبئة للفيروس.

## مغم 5' الخاصة بفيروس كورونا بيتا

بنية الرنا الثانوية المجمع عليها والمحفوظ تسلسلها لمغم 5' الخاصة بفيروسات كورونا بيتا.(Rfam RF03117) اللوالب الثلاث الأولى هي: SL1 وSL2 وSL4 والثلاث الأخيرة هي أجزاء من SL5.

على غرار فيروسات كورونا ألفا، النوكليوتيدات 150-200 الأولى من المغم 5' الخاصة بفيروسات كورونا بيتا لها بنية منتظمة للغاية وتحتوي ثلاث حلقات جذعية منحفظة (SL1 وSL2 وSL4).
يملك سارس-كوف وفيروس كورونا البقري حلقة جذعية إضافية تسمى SL3، والتي تحتوي على التسلسل المنظم للنسخ الطليعي (TRS-L) في منطقة الحلقة. وهو أساسي وحاسم لتخليق الرنا الجينومي الفرعي أثناء تضاعف الفيروس. لكن وتبعا لتنبؤات، الحلقة SL3 غير مستقرة في فيروسات كورونا الأخرى مثل فيروس كورونا الفأري
على غرار فيروسات بيتا السارسية الأخرى، يُتنبؤ بأن المغم 5' الخاصة بسارس-كوف-2 تتكون من 4 حلقات جذعية بارزة هي SL1 وSL2 وSL3 وSL4. زيادة على ذلك، توجد بنية أكبر SL5 والتي تشمل تشمل إطار القراءة الأول لعديد البروتين pp1a. ملاحظة، الحلقة SL3 تتواجد عادة في الفيروسات السارسية لكنها غير منحفضة بالضرورة بين باقي فيروسات كورونا بيتا.

## مغم 5' الخاصة بفيروس كورونا غاما
المغم 5' الخاصة بفيروسات كورونا غاما مماثلة للمناطق غير المترجمة الخاصة بفيروسات كورنا ألفا وبيتا، فهي تحتوي ثلاث لوالب (حلقات جذعية) تسمى SL1 وSL2 وSL4. زيادة على ذلك، لوحظت حلقة جذعية ثالثة SL3 في فئة فرعية من فيروسات غاما. لـSL1 وSL2 تأثيرات كبيرة على التضاعف الفيروسي، في حين افتُرض أن الحلقة الرابعة SL4 تلعب دور «فاصل» أثناء تبديل القالب عند تخليق الرنا الجينومي الفرعي (sgRNA).

## مغم 5' الخاصة بفيروس كورونا دلتا

بنية الرنا الثانوية المجمع عليها والمحفوظ تسلسلها لمغم 5' الخاصة بفيروسات كورونا دلتا (Rfam RF03119).

المغم 5' الخاصة بفيروسات كورونا دلتا مماثلة للمناطق غير المترجمة الخاصة بفيروسات كورنا ألفا وبيتا، فهي تحتوي ثلاث لوالب (حلقات جذعية) تسمى SL1 وSL2 وSL4. أظهرت التنبؤات انحفاظ حلقة جذعية رابعة (SL3) بين SL2 وSL4 والتي تُشاهد أحيانا في فيروسات كورونا بيتا وغاما كذلك. عادة ما تُظهر SL3 التسلسل المنظم للنسخ الطليعي (TRS-L) في منطقة الحلقة.